# Oratorio di Sant'Antonio da Padova (Faido)
L'oratorio di Sant'Antonio da Padova si trova ad Anzonico, frazione del comune svizzero di Faido nel distretto di Leventina (Canton Ticino).
È un'aula coperta con volta a botte lunettata eretta negli anni 1678-1684 e trasformata nel 1832 con l'aggiunta di un'abside semicircolare al posto dell'originale coro poligonale. L'esterno dell'edificio fu restaurato negli anni 1972 e 2003.
All'interno conserva tele raffiguranti San Gerolamo e San Sebastiano della seconda metà del secolo XVII, la Predica di san Giovanni Battista nel deserto e Cristo docente, del XVIII secolo.